# 洞蟹属
洞蟹属（学名：Trogloplax）为宽甲蟹科的一个属。属名为洞穴的和蟹的组合。

## 下属物种
本属包括以下物种：
- 乔氏洞蟹Trogloplax joliveti Guinot, 1986,仅见于巴布亚新几内亚的新不列颠省，Kandrian地区Deswhiteman Range。生境是海拔640米的一个山洞向内300米处。发现的个体甲宽21毫米。可见外观已经高度特化。[1]